# Boxets
Boxets és un grup de rock cantat en català originari de la ciutat de Terrassa (Vallès Occidental). Practica un estil que es pot incloure, de forma global, dins el gènere del rock. Malgrat això, trobem una barreja de temes que van des del pop-rock al rock dur, passant per alguna incursió al punk. Les lletres oscil·len entre la realitat i la ficció. Es va formar l'estiu de l'any 1995. Té 5 discs editats per la discogràfica Temps Record: el disc Quimera (any 2003), el disc Follia (any 2008), el disc Æntropia (any 2012), el disc A prop (any 2016), que és un recull de temes dels altres 3 discs reversionats en format acústic i conté dues cançons noves (Bombolles de colors i Tennessee), i el disc Gris (any 2022).
L'any 2016 Boxets va publicar un videoclip solidari "Bombolles de colors" que en tan sols dues setmanes va superar les 65.000 visualitzacions a la plataforma YouTube (canal). La finalitat del videoclip era recaptar fons per a la recerca en immunodeficiències primàries. Aquesta iniciativa de Boxets, juntament amb la Barcelona PID Foundation, va aconseguir recaptar més de 30.000€ que es van entregar a l'Hospital Universitari Vall d'Hebron. Actualment aquest videoclip és el més vist de la banda, amb més de 100.000 visualitzacions.

## Discografia
- Quimera (2003)[1]
- Follia (2008)[1][3]
- Æntropia (2012)[1][4]
- A prop (2016)[5]
- Gris (2022)[6]